# Girard (Texas)
Girard è un census-designated place degli Stati Uniti d'America situato nella contea di Kent dello Stato del Texas.
La popolazione era di 50 persone al censimento del 2010.

## Geografia fisica
Girard è situata a 33°21′45″N 100°39′50″W (33.362386, -100.663842).
Secondo lo United States Census Bureau, ha un'area totale di 1,5 miglia quadrate (3,9 km²).

## Società

### Evoluzione demografica
Secondo il censimento del 2000, c'erano 62 persone, 21 nuclei familiari e 16 famiglie residenti nella città. La densità di popolazione era di 42,4 persone per miglio quadrato (16,4/km²). C'erano 28 unità abitative a una densità media di 19,2 per miglio quadrato (7,4/km²). La composizione etnica della città era formata dal 91,94% di bianchi, l'8,06% di altre razze. Ispanici o latinos di qualunque razza erano l'8,06% della popolazione.
C'erano 21 nuclei familiari di cui il 38,1% aveva figli di età inferiore ai 18 anni, il 71,4% aveva coppie sposate conviventi, il 4,8% aveva un capofamiglia femmina senza marito, e il 23,8% erano non-famiglie. Il 23,8% di tutti i nuclei familiari erano individuali e il 23,8% aveva componenti con un'età di 65 anni o più che vivevano da soli. Il numero di componenti medio di un nucleo familiare era di 2,95 e quello di una famiglia era di 3,56.
La popolazione era composta dal 32,3% di persone sotto i 18 anni, il 6,5% di persone dai 18 ai 24 anni, il 22,6% di persone dai 25 ai 44 anni, il 14,5% di persone dai 45 ai 64 anni, e il 24,2% di persone di 65 anni o più. L'età media era di 39 anni. Per ogni 100 femmine c'erano 72,2 maschi. Per ogni 100 femmine dai 18 anni in giù, c'erano 100,0 maschi.
Il reddito medio di un nucleo familiare era di 24.500 dollari e quello di una famiglia era di 30.417 dollari. I maschi avevano un reddito medio di 23.333 dollari contro i 41.250 dollari delle femmine. Il reddito pro capite era di 9.653 dollari. C'erano il 17,6% delle famiglie e il 19,2% della popolazione che vivevano sotto la soglia di povertà, incluso il 22,2% di persone sotto i 18 anni e l'80,0% di persone sopra i 64 anni.